# Internationale Filmfestspiele von Cannes 1970
Die 23. Internationalen Filmfestspiele von Cannes 1970 fanden vom 2. Mai bis zum 16. Mai 1970 statt.

## Wettbewerb
Im Wettbewerb des diesjährigen Festivals wurden folgende Filme gezeigt:
| Filmtitel                                                     | Regisseur                 | Produktionsland              | Darsteller (Auswahl)                                   |
| Blutige Erdbeeren                                             | Stuart Hagmann            | USA                          | Bruce Davison, Kim Darby, Bud Cort                     |
| The Buttercup Chain                                           | Robert Ellis Miller       | Großbritannien               |                                                        |
| Die Dinge des Lebens                                          | Claude Sautet             | Frankreich, Italien, Schweiz | Michel Piccoli, Romy Schneider                         |
| Don Segundo Sombra                                            | Manuel Antin              | Argentinien                  |                                                        |
| Eifersucht auf italienisch                                    | Ettore Scola              | Italien, Spanien             | Marcello Mastroianni, Monica Vitti, Giancarlo Giannini |
| Elise oder das wahre Leben                                    | Michel Drach              | Frankreich, Algerien         | Marie-José Nat                                         |
| Ermittlungen gegen einen über jeden Verdacht erhabenen Bürger | Elio Petri                | Italien                      | Gian Maria Volonté                                     |
| Der Fallschirmspringer                                        | Édouard Luntz             | Italien, Frankreich          | Maurice Ronet, Michel Bouquet                          |
| Harry Munter                                                  | Kjell Grede               | Schweden                     |                                                        |
| Ha-Timhoni                                                    | Dan Wolman                | Israel                       |                                                        |
| Hoa-Binh                                                      | Raoul Coutard             | Frankreich                   |                                                        |
| Das Irrenhaus                                                 | Nelson Pereira dos Santos | Brasilien                    |                                                        |
| Das Land                                                      | Youssef Chahine           | Ägypten                      |                                                        |
| Landschaft nach der Schlacht                                  | Andrzej Wajda             | Polen                        | Daniel Olbrychski                                      |
| Leo, der Letzte                                               | John Boorman              | Großbritannien               | Marcello Mastroianni, Billie Whitelaw                  |
| Magasiskola                                                   | István Gaál               | Ungarn                       |                                                        |
| Malatesta                                                     | Peter Lilienthal          | Deutschland                  | Eddie Constantine                                      |
| MASH*                                                         | Robert Altman             | USA                          | Donald Sutherland, Elliott Gould, Tom Skerritt         |
| Metello                                                       | Mauro Bolognini           | Italien                      | Massimo Ranieri, Ottavia Piccolo, Lucia Bosè           |
| Ovoce stromu rajskych jime                                    | Věra Chytilová            | Tschechoslowakei, Belgien    |                                                        |
| O Palácio dos Anjos                                           | Walter Hugo Khouri        | Brasilien                    |                                                        |
| Une si simple histoire                                        | Abdellatif Ben Ammar      | Tunesien                     |                                                        |
| Tell Me That You Love Me, Junie Moon                          | Otto Preminger            | USA                          | Liza Minnelli                                          |
| I Tulipani de Haarlem                                         | Franco Brusati            | Italien, Frankreich          |                                                        |
| Vivan los novios!                                             | Luis García Berlanga      | Spanien                      |                                                        |

* = Grand Prix

## Internationale Jury
Jurypräsident war in diesem Jahr Miguel Angel Asturias. Er stand folgender Jury vor: Christine Gouze-Renal, Félicien Marceau, Guglielmo Biraghi, Karel Reisz, Kirk Douglas, Sergei Obraszow, Vojtěch Jasný und Volker Schlöndorff.

## Preisträger
- Grand Prix: MASH
- Sonderpreis der Jury: Ermittlungen gegen einen über jeden Verdacht erhabenen Bürger
- Beste Schauspielerin: Ottavia Piccolo in Metello
- Bester Schauspieler: Marcello Mastroianni in Eifersucht auf italienisch
- Bester Regisseur: John Boorman für Leo, der Letzte
- Sonderpreis: Blutige Erdbeeren und Magasiskola

## Weitere Preise
- Preis für den besten Debütfilm: Hoah-Binh von Raoul Coutard
- FIPRESCI-Preis: Ermittlungen gegen einen über jeden Verdacht erhabenen Bürger